# 藍浦線
藍浦線（ナムポせん 韓国語:남포선）は、大韓民国忠清南道保寧市の藍浦駅から玉馬駅までを結んでいた韓国鉄道公社（KORAIL）の鉄道路線（貨物線）である。2009年12月28日に廃止された。

## 路線データ
- 路線距離:4.3km
- 軌間:1,435mm（標準軌）
- 駅数:2駅
- 地上区間:全線

## 駅一覧
- 駅所在地は全線忠清南道保寧市内。

| 駅名   | 駅名     | 駅名  | 駅間キロ (km) | 累計キロ (km) | 駅 等級 | 駅種別 | 接続路線                 |
| 日本語 | ハングル | 英語  | 駅間キロ (km) | 累計キロ (km) | 駅 等級 | 駅種別 | 接続路線                 |
| ------ | -------- | ----- | ------------- | ------------- | ------- | ------ | ------------------------ |
| 藍浦駅 | 남포역   | Nampo | 0.0           | 0.0           | 3級     | 普通駅 | 韓国鉄道公社：長項線     |
| 玉馬駅 | 옥마역   | Ongma | 4.3           | 4.3           |         |        | 韓国鉄道公社：玉西三角線 |